# Шест лица тражи писца (књига)
Шест лица тражи писца је драма италијанског писца Луиђија Пирандела. Драма је написана у Италији, где је први пут и изведена 1921. године у Риму у позоришту..

## О роману
Радња романа Шест лица тражи писца се дешава у позоришту, представља драму у драми, а цела прича траје један дан. Тема овог романа је једна приказ једне грађанске породице и проблеме које она има. Књига има 125 страна.

## Кратак садржај
Радња драме започиње на проби Пиранделијеве комедије, где су присутни глумци и особље. Међутим, пробу прекидају шест особа које тврде да су чланови исте породице и траже аутора који ће испричати њихову причу. Имена тих шест људи су симболична, попут Оца, Мајке, Сина, Дечака, Девојчице и Пасторке. Отац и Мајка имају сина, али су се разишли, када је Син имао две године, Отац га је послао на село да га одгаја једна сељанка, док је Мајка отишла да живи са Очевим секретаром, с којим је имала још троје деце - Пасторку, Дечака и Девојчицу. Отац је затим посетио јавну кућу где је радила Пасторка и покушао да проведе ноћ с њом, тврдећи да је није препознао. Међутим, Пасторка је уверена да је Отац знао ко је она све време. Мајка је спречила тај сексуални однос и открила Оцу да је Пасторка њихова кћерка, што је изазвало згражавање и огорчење. Иако Редитељ није писац, пристаје да исприча њихову причу, иако не верује у потпуности ликове. То изазива негодовање међу Глумцима. У завршном чину, који се одвија у врту, Син открива своју мржњу према породици, посебно према Оцу који га је послао од куће као дете. Он не сматра Пасторку и остале ликове својом породицом. Открива се да је Девојчица умрла утопивши се у базену, а Дечак је извршио самоубиство револвером. Пасторка  бежи из позоришта, а на сцени остају Син, Мајка и Отац - три лика који су били присутни на почетку драме њиховог живота. Редитељ збуњеним збивањима бежи из позоришта. 
Ова представа изазива снажне емоције и бави се комплексним односима унутар породице, као и питањима идентитета и истине.

## О писцу
Луиђи Пирандело (1867—1936.) италијански је драматург, романописац и књижевник, а 1934. године је добио Нобелову награду за књижевност. Свој рад је започео тако што је прво писао поезију, а његове прве објављене збирке песама носиле су назив „Весело зло“ и „Ускрс земље“. Затим је писао дела „Стари и млади“, „Снимамо“, „Неко, нико и сто хиљада“ и неке од збирки приповедака. Ипак, најпознатији је био по писању драма. Објавио је чак 44 драме, а међу њима се истичу „Тако је (ако вам се чини)“, „Шест лица тражи писца“, „Хенрик IV“.